# ساتن (نبراسکا)
ساتن(به انگلیسی: Sutton) شهری در ایالت نبراسکا کشور ایالات متحده آمریکا است که جمعیت آن در سرشماری سال ۲۰۱۰ میلادی، ۱٬۵۰۲ نفر بوده‌است.